# موسلندینگ (کالیفرنیا)
موسلندینگ (به انگلیسی: Moss Landing) یک منطقهٔ مسکونی در ایالات متحده آمریکا است که در شهرستان مونتری، کالیفرنیا واقع شده‌است. موسلندینگ ۱٫۵۶۲ کیلومتر مربع مساحت و ۲۰۴ نفر جمعیت دارد و ۳ متر بالاتر از سطح دریا واقع شده‌است.